# 日營
日營是日間於度假屋或郊外營地舉行的集體活動，活動性質多為教育、訓練或度假，與宿營主要不同之處，參加者不在活動地點留宿，即日離開營地。

## 香港的日營活動
香港的日營活動大多為學校（大多為中學和大學）的戶內活動，學校的旅行、商業機構的訓練或集思會亦會於營地舉辦。
香港有專用的日營營地，大部份亦同時提供宿營服務，營地由非牟利團體或康樂及文化事務署管理，營地包括戶外設施（如攀石牆、射箭場、繩網陣、燒烤場等等）和戶內設施（如食堂、多用途活動室等等）。香港日營營地近40個，主要集中於新界郊外地區（如西貢）和離島（如長洲）。
入營時間通常為早上，離營時間為黃昏。
營地團體會提供午餐或燒烤食物。